# Pakicetidae
Pakicetidae — рання викопна родина китоподібних, що існувала у ранньому еоцені (52-48 млн років тому). Викопні копалини відомі з Пакистану та Індії. Родина є базальною групою китоподібних, від якої, ймовірно, походять сучасні китоподібні.

## Опис
Pakicetidae за розміром та будовою були схожі на сучасних лисиць. Вели напівводний спосіб життя. Вони мали чотири кінцівки й могли на деякий час виходити на сушу. Належність до китів можна розпізнати за будовою вушного апарата, черепної порожнини та молярів.

## Роди
- Ichthyolestes Dehm & Oettingen-Spielberg, 1958
- Nalacetus Thewissen & Hussain, 1998
- Pakicetus Gingerich & Russell, 1981

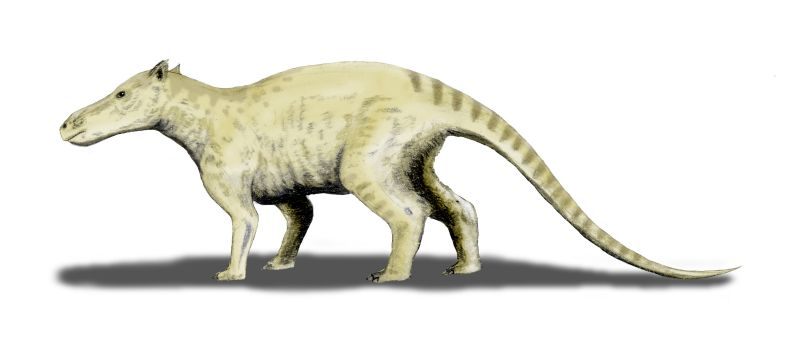
Ichthyolestes
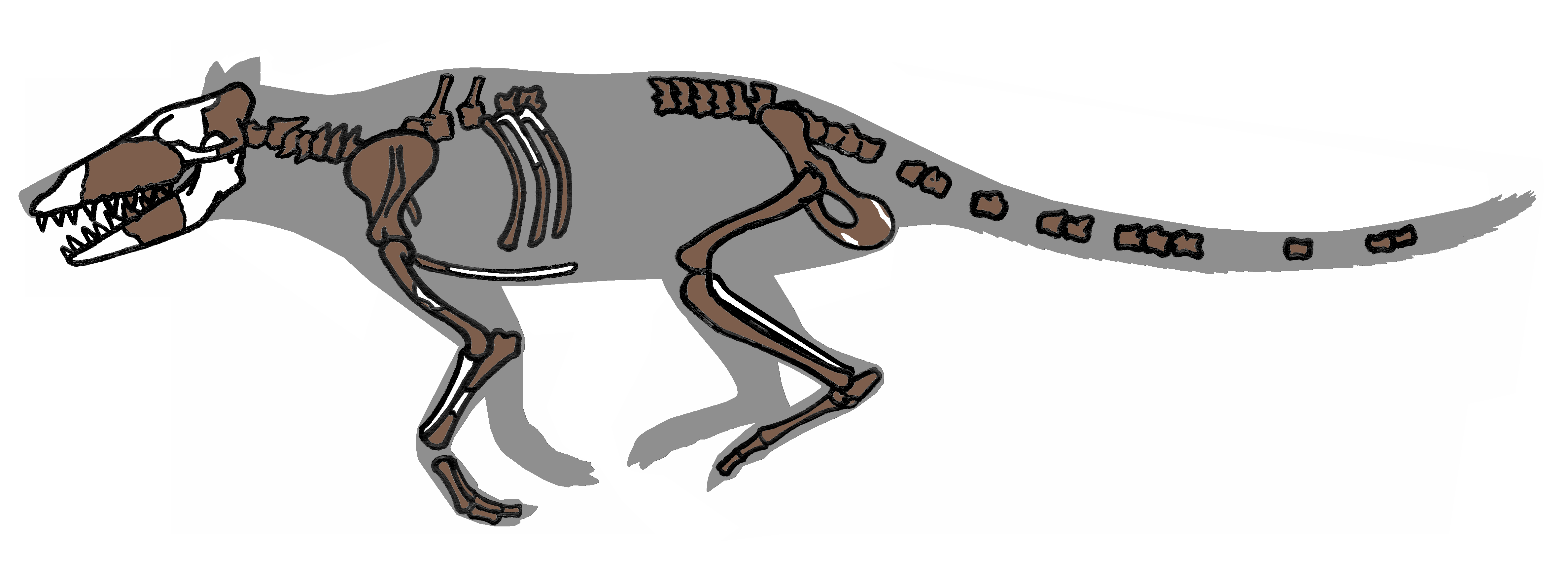
Pakicetus